# Paula Sémer

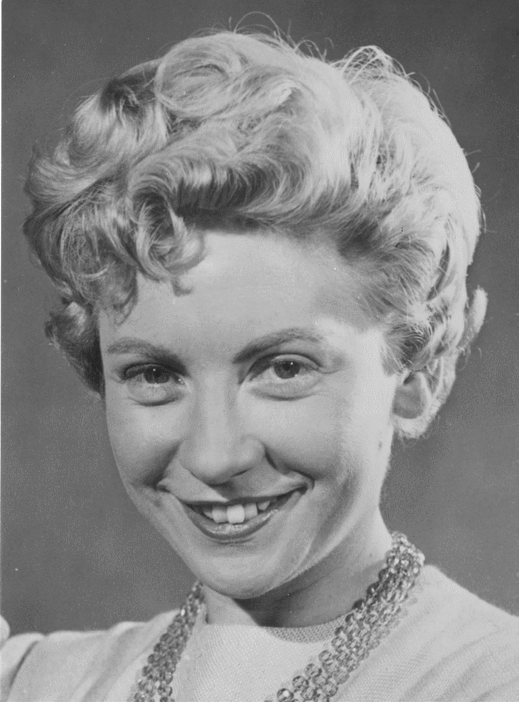

Paula Sémer (uitspraak: /'semɘɾ/) (Antwerpen, 9 april 1925 – Bosvoorde, 1 juni 2021) was tijdens de pioniersjaren van de Belgische televisie een van de eerste drie radio- en televisiepresentatrices. Daarnaast was ze ook actrice, producer en senatrice.

## Biografie
In 1944 studeerde ze af aan de Stedelijke Normaalschool van Antwerpen. Tijdens de laatste oorlogsmaanden was ze bediende op de rantsoeneringsdienst in de Stadsfeestzaal in Antwerpen. Vervolgens was ze enkele maanden actief als bediende bij het Nationaal Werk Oorlogsinvaliden. Sémer begon haar carrière in 1944 op de radio als presentatrice en actrice in hoorspelen. Ook was ze onderwijzeres.
Ze was, van 1949 tot zijn dood in 1991, getrouwd met Herman Cornelis (pseudoniem Herman Niels), regisseur van hoorspelen bij de BRT. Uit dat huwelijk heeft zij een zoon.
Toen op 31 oktober 1953 het NIR met de eerste Vlaamse televisie-uitzendingen begon, speelde ze die avond de vrouwelijke hoofdrol in de uitgezonden komedie "Drie dozijn rode rozen". Samen met Terry Van Ginderen en Nora Steyaert praatte ze die eerste televisieavond aan elkaar.
Samen met Bob Davidse werkte ze aan de "Tv Ohee Club". Jarenlang presenteerde ze de vrouwenprogramma's "Vrouwenspiegel" (1954) en "Penelope" (1955-1965), een programma dat ze vanaf 1958 ook produceerde. In het programma kwam in 1964 een geboorte voor het eerst op televisie. De commotie hierrond zou een jaar aanhouden. Andere controverses die "Penelope" veroorzaakte waren haar gesprekken over seksualiteit vanaf 1965. In 1970 was ze de presentatrice en producer van "Kijk en kook". Andere programma's waren "Alledag", "Het gelukkige gezin" en "Kijk mensen".
Daarnaast was zij ook actief bij acties tegen kanker. In Vlaanderen haalde ze borstkanker, door er als ervaringsdeskundige over te spreken, uit de taboesfeer. In 1984 schreef ze ook het boek Leven met borstkanker in samenwerking met dokter Jaak Janssens.
In 1989 werd ze benoemd tot productieleider van de Dienst Wetenschappen van de BRT. In 1990 ging ze met pensioen. In 1991 volgde het boek Goeden avond dames en heren.
In de jaren 1990 was Sémer politiek actief voor de SP. Voor deze partij zetelde ze van 1995 tot 1999 in de Senaat. Bij koninklijk besluit van 8 juli 2005 kreeg ze de eretitel van commandeur in de Kroonorde
Als 80-jarige speelde ze in 2005 nog de rol van Jetteke, het lief van Tuur, in Thuis.
Sémer is tevens een van de stichters van de "Vlaamse Televisie Academie". Op 6 maart 2010 kreeg ze van hen een ster voor haar gehele carrière.
In maart 2012 kreeg ze een eredoctoraat toegewezen van de Universiteit Gent vanwege haar maatschappelijke inzet, haar pionierswerk voor radio en televisie en haar bijdrage tot de popularisering van de wetenschap.
Op 26 januari 2021 werd ze ambassadeur voor de Grootouders voor het Klimaat. "Ik doe dit uit bewondering voor de inzet van de talrijke jongeren die opkomen voor de toekomst van onze planeet. Ik doe het ook uit verontwaardiging over de manier waarop sommige volwassenen hen belachelijk maken en soms zelfs vernederen", aldus Sémer.
Sémer overleed op 1 juni 2021 op 96-jarige leeftijd. Ze koos voor euthanasie.
Postuum kreeg ze de Prijs voor de Democratie van Democratie 2000 en vzw Trefpunt.

## In populaire cultuur
- De Strangers vermelden in het lied T.V Truut (1960) dat ze "Paula met Omer Grawet een tv-rally zag doen".
- Er werd in de stripreeks Nero door Marc Sleen een paar keer naar haar verwezen:
  - In De Draak van Halfzeven (1959) beweert de gestoorde acteur Halfzeven dat hij "nog les gegeven heeft aan Dora van der Groen, Thuur de Sweemer, Jef van Eynde en Paula Semer" (strook 10).
  - In De Groene Patreel (1961) kookt een heks een toverdrankje, gebaseerd op een recept dat ze van "Paula Semer in 'Penelope' geleerd heeft" (strook 115).